# Surinaamse parlementsverkiezingen 2025/Kandidatenlijst/OPTSU
Dit is de lijst van kandidaten voor de Surinaamse parlementsverkiezingen in 2025 van de OPTSU. De lijsttrekker is Imran Taus van de partij PALU. De verkiezingen vinden plaats op 25 mei 2025.
De onderstaande deelnemers kandideren op grond van landelijke evenredigheid voor een zetel in De Nationale Assemblée. Los van deze lijst vinden tegelijkertijd de verkiezingen plaats voor de districtsraden en de ressortraden.

## Kandidatenlijst
Hieronder volgt de kandidatenlijst.
1. Imran Taus (Imran Moehammad Taus), ; PALU
2. Newalsing Nanhkoesingh
3. Chas Mijnals (Chas Nelson Mijnals), ; PVRS
4. Rawiendath Bhola, ; PALU
5. John Samuel (Iwan John Samuel), ; DNW
6. Sheila Sardjoe (Sheila Shawita Sardjoe)
7. Myredith Hoogdorp (Myredith Dayene Norma Hoogdorp)
8. Sascia Zeegelaar (Sascia Juliette Zeegelaar), ; PALU
9. Steve Ravenberg (Steve Werner Ravenberg), ; Wi Sranan
10. Henk Ramnandanlal (Henk Radjinder Ramnandanlal), ; PALU
11. Xiomara Matadin (Xiomara Bernice Matadin)
12. Eurvin Wisch (Eurvin Kenneth Wisch)
13. Shaleesa Majokko (Shaleesa Louella Majokko)
14. Gwendelien Rattan (Gwendelien Joan Letitia Rattan), ; SDU
15. Izabel Maclean (Izabel Naomi Maclean)
16. Gaien-Ray Blair (Gaien-Ray Miguel Blair)
17. Nathalia Roemer (Nathalia Patricia Roemer)
18. Jolanda Doedoe
19. Olaf Akiemboto (Olaf François Alexander Akiemboto), ; DNW
20. Earlen Lenz (Earlen Gilliano Lenz)
21. Marlon Tjon Kon Fat (Marlon Relyance Tjon Kon Fat)
22. Jimmy Atencio (Jimmy Martin Atencio)
23. Danraj Manu
24. Bernice Shanade (Bernice Loes Shanade)
25. Chakamba Sustina (Chakamba Chevenne Chennen Sustina)
26. Ardjoen Ghiraw (Ardjoen Prasad Narindre Ghiraw)
27. Ingrid Adrianus (Ingrid Yvonne Adrianus)
28. Celcius Groenefelt (Celcius Dirk Groenefelt)
29. Shevany Aside (Shevany Cheropa Aside)
30. Nishant Raktoe (Nishant Anish Vishan Raktoe)
31. Gregory Wolfenbuttel (Gregory George Wolfenbuttel)
32. Hervé Berghaven (Hervé Bradley Berghaven), ; PALU
33. Moedjono Tirtotaroeno, ; PALU
34. Danielle Holwijn (Danielle Harriette Holwijn), ; PALU
35. Melvin Hijnes (Melvin Roberto Hijnes), ; PALU
36. Parkash Rajaram
37. Abuna Boyer (Abuna Ismaiel Ousman Boyer), ; PALU
38. Rebecca Amatsaleh (Rebecca Jesabel Amatsaleh)
39. Corbin Sopienie (Corbin Richmond Sopienie)
40. Bhartie Tjikoeri
41. Irvin Kanhai (Irvin Madan Dewdath Kanhai), ; PALU
42. Widjay Ramnarain (Widjay Ritesh Ramnarain)
43. Viola Tjon Ket Soeng (Viola Lorette Lion Jen Rambarran-Tjon Ket Soeng)
44. Fabian Lewis (Fabian Joël Lewis)
45. Angel Naarden
46. Anniel Koendjbiharie (Anniel Prediep Koendjbiharie)
47. Haidy Arichero
48. Charily Rozenblad (Charily Chayenne Rozenblad)
49. Hugo Koedoe (Hugo Sam Koedoe)
50. Leendert Pocornie (Leendert Albert Anton Pocornie)
51. Celsius Waterberg (Celsius Waldo Waterberg), ; SDU

Kandidaten per partij: A20 · 
ABOP · 
APP · 
BEP · 
DA'91 · 
DNL · 
DUS · 
NDP · 
NPS · 
OPTSU · 
PL · 
PVC · 
VHP · 
VLS